# SN 1967E
SN 1967E – supernowa odkryta 2 marca 1967 roku w galaktyce MCG +07-06-18. W momencie odkrycia miała maksymalną jasność 18,00m.